# Bakti Jaya (Setu)
Bakti Jaya is een bestuurslaag in het regentschap Tangerang Selatan van de provincie Banten, Indonesië. Bakti Jaya telt 14.198 inwoners (volkstelling 2010).